# 아이티아이즈
아이티아이즈(영어: ITeyes Inc.)는 대한민국의 금융 정보통신(IT) 서비스 기업이다. 은행, 증권사 등 금융기관 IT 솔루션 구축하는 사업을 한하며 STO(토큰 발행) 관련 신기술과 서비스를 준비하고 있다.

## 상장
2021년 11월 11일에 주관사를 신한금융투자로 공모가 14,300원에 코스닥 시장에 상장하였다.

## 참고문헌
1. ↑  아이티아이즈, 첫 CB 발행…조달자금 용처 '모르쇠', 딜사이트, 2023년 7월 21일
2. ↑  ““아이티아이즈, 올해 적자 폭이 축소되고 내년은 흑자전환 전망”. 《인사이트코리아》. 2023년 12월 15일. 2025년 4월 21일에 확인함.
3. ↑  “아이티아이즈, 상한가…핑거·뱅크웨어글로벌·아이티센 등 STO株 강세”. 《영남일보》. 2025년 4월 21일. 2025년 4월 21일에 확인함.